# Ehud Olmert
Ehud Olmert (tiếng Hebrew: אהוד אולמרט, IPA: [ɛˈhud ˈolmeʁt] ⓘ, sinh ngày 30 tháng 9 năm 1945) là một nhân vật chính trị Israel, và cựu Thủ tướng Israel đã cầm quyền từ năm 2006 tới năm 2009. Olmert từng là thị trưởng Jerusalem từ năm 1993 tới năm 2003. Năm 2003 ông được bầu vào Knesset và trở thành một bộ trưởng và Quyền thủ tướng trong chính phủ của Thủ tướng Ariel Sharon. Ngày 4 tháng 1 năm 2006, sau khi Sharon bị một cơn đột quỵ xuất huyết não nghiêm trọng, Olmert trở thành người nắm các quyền lực của Thủ tướng. Olmert đã lãnh đạo Kadima tới một thắng lợi trong cuộc bầu cử tháng 3 năm 2006 (chỉ hai tháng sau khi Sharon bị đột quỵ) và tiếp tục làm Quyền Thủ tướng. Ngày 14 tháng 4, hai tuần sau cuộc bầu cử, Sharon được tuyên bố là hoàn toàn mất khả năng hoạt động, cho phép Olmert theo đúng pháp lý trở thành Thủ tướng tạm quyền. Chưa tới một tháng sau, ngày 4 tháng 5, Olmert và chính phủ mới hậu bầu cử của ông được Knesset thông qua, vì thế Olmert chính thức trở thành Thủ tướng Israel.
Olmert và chính phủ của ông có những mối quan hệ khá tốt với Chính quyền Quốc gia Palestine do Fatah lãnh đạo, lên tới đỉnh cao vào tháng 11 năm 2007 tại Hội nghị Annapolis. Tuy nhiên, trong thời gian ông cầm quyền Thủ tướng, đã có những cuộc xung đột quân sự lớn với cả Hezbollah và Hamas (chủ yếu tại Dải Gaza). Olmert và Bộ trưởng Quốc phòng Amir Peretz đã bị chỉ trích nặng nề trong việc giải quyết cuộc Chiến tranh Liban năm 2006. Cuối năm 2008, một lệnh ngừng bắn giữa Hamas và Israel chấm dứt, dẫn tới cuộc xung đột Israel-Gaza năm 2008–2009. Olmert đã tuyên bố rằng Lực lượng Phòng vệ Israel sẽ nhắm vào các lãnh đạo của Hamas và cơ sở hạ tầng trong cuộc chiến.
Trong suốt nhiệm kỳ thủ tướng của mình, Olmert luôn bị cáo buộc tham nhũng. Đối mặt với một sự thách thức quyền lãnh đạo của Kadima từ Bộ trưởng Ngoại giao Tzipi Livni, ngày 30 tháng 7 năm 2008, Olmert thông báo ông sẽ không tìm cách tái tranh cử lãnh đạo đảng và sẽ từ chức Thủ tướng ngay sau khi một lãnh đạo Kadima mới xuất hiện. Livni thắng cuộc và tìm cách thành lập một chính phủ mới vào tháng 9 năm ấy. Tuy nhiên, những nỗ lực thành lập chính phủ của Livni không thành công và thay vào đó là một một cuộc bầu cử được dự định vào tháng 2 năm 2009. Ngày 20 tháng 2, Tổng thống Israel, Shimon Peres, đã lựa chọn Benjamin Netanyahu trở thành Thủ tướng mới và yêu cầu ông thành lập một Chính phủ Liên minh, sau khi không bên nào có được thắng lợi rõ ràng trong cuộc bầu cử. Netanyahu kế nhiệm Olmert ngày 31 tháng 3 năm 2009.
Ngày 30 tháng 8 năm 2009 một bản cáo trạng chống lại cựu thủ tướng Ehud Olmert đã được đưa ra tại Toà án Quận Jerusalem. Bản cáo trạng gồm những khoản sau: obtaining by fraud under aggravating circumstances, fraud, breach of trust, falsifying corporate documents and tax evasion. The indictment refers to three out of the four corruption-related cases standing against him: 'Rishontours', 'Talansky' (Also known as 'Money envelopes' affair) and the 'Investment Center' .

## Tiểu sử

### Tuổi trẻ và thời gian phục vụ trong quân đội
Ra đời gần Binyamina tại Palestine Ủy trị Anh, Olmert đã tốt nghiệp Đại học Hebrew Jerusalem với các bằng tâm lý, triết học và luật.
Theo Olmert, cha mẹ ông, Bella và Mordechai đã bỏ chạy khỏi "sự truy bức ở Ukraina và Nga và tới trú ẩn tại Harbin, Trung Quốc. Họ đã di cư tới Israel để thực hiện giấc mơ xây dựng một nhà nước Do thái và dân chủ sống trong hoà bình trên vùng đất của tổ tiên của chúng tôi." Sau này cha ông trở thành một thành viên của Knesset đại diện cho Herut. Tuổi trẻ Olmert tham gia vào Tổ chức Thanh niên Beitar và phải đương đầu với sự thật rằng cha mẹ ông thường bị ghi trong sổ đen và bị xa lánh vì họ liên quan tới nhóm du kích Do thái Irgun. Họ cũng tham gia Herut, phe đối lập của đảng Mapai cầm quyền đã từ lâu. Tuy nhiên, tới thập niên 1970 điều này dần không còn là điều bất lợi nhiều lắm với sự nghiệp của một người như hồi thập niên 1950, và Olmert đã thành công trong việc mở ra một công ty luật chung tại Jerusalem.
Olmert đã phục vụ trong Các Lực lượng Phòng vệ Israel tại Lữ đoàn chiến đấu Golani. Trong khi tại ngũ ông bị thương và tạm thời được giải ngũ. Ông phải trải qua nhiều đợt điều trị, và sau đó đã hoàn thành nghĩa vụ quân sự với tư cách một nhà báo cho tờ tạp chí BaMahane của IDF. Trong cuộc Chiến tranh Yom Kippur ông tham gia bản doanh của Ariel Sharon với tư cách tuỳ viên quân sự. Vốn đã là một thành viên của Knesset, ông quyết định theo học khoá dành cho sĩ quan năm 1980 ở độ tuổi 35.

### Thành viên Knesset và Bộ trưởng
Năm 1966, trong thời gian diễn ra hội nghị của đảng Gahal (một tiền thân của đảng Likud ngày nay), lãnh đạo đảng Menachem Begin đã bị nhân vật trẻ tuổi Olmert thách thức, kêu gọi ông từ chức. Begin thông báo rằng ông sẽ thôi chức lãnh đạo đảng, nhưng nhanh chóng đảo ngược quyết định khi đám đông đầy cảm xúc vật nài ông ở lại.
Olmert lần đầu được bầu vào Knesset năm 1973 ở độ tuổi 28 và đã được tái bầu lại bảy lần liên tiếp. Giai đoạn 1981 tới năm 1989, ông là một thành viên của Ủy ban Quan hệ Đối ngoại và Quocó phòng và phục vụ trong các Ủy ban Ngân sách Tài chính, Giáo dục và Quốc phòng, và là Bộ trưởng Y tế từ năm 1990 tới năm 1992. Sau thất bại của đảng Likud năm 1992, thay vì tiếp tục ở lại là một thành viên đối lập trong Knesset, ông đã chạy đua thành công vào chức Thị trưởng Jerusalem tháng 11 năm 1993.

### Thị trưởng Jerusalem

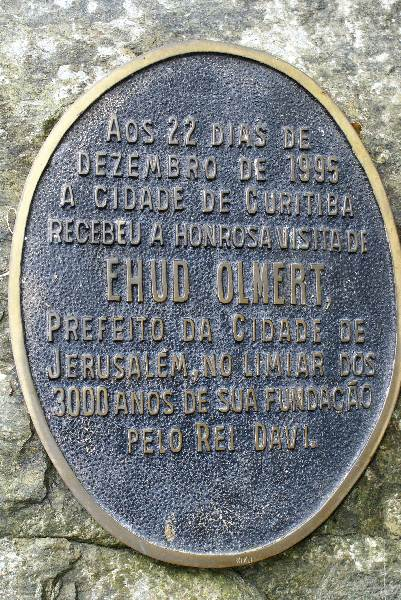
Tấm bảng đồng ở Wire Opera House tại Curitiba, Brasil, kỷ niệm chuyến thăm của Olmert với tư cách Thị trưởng Jerusalem

Giai đoạn 1993 và 2003, Olmert đã phục vụ hai nhiệm kỳ Thị trưởng Jerusalem, thành viên đầu tiên của Likud hay các tiền thân của nó giữ vị trí này. Trong nhiệm kỳ của mình, ông đã nỗ lực đưa ra sáng kiến và tăng cường các dự án lớn cho thành phố, sự phát triển và cải thiện hệ thống giáo dục, và phát triển cơ sở hạ tầng đường bộ. Ông cũng khởi đầu sự phát triển hệ thống đường sắt nhẹ tại Jerusalem, và đầu tư hàng triệu shekel vào việc phát triển các phương tiện vận tải công cộng cho thành phố.
Khi là Thị trưởng Jerusalem, Olmert là một người phát ngôn được mời tại một cuộc hội nghị tìm kiếm giải pháp quốc tế cho sự xung đột được tổ chức tại Derry ở Bắc Ireland. Trong bài phát biểu của mình, ông đã nói về cách làm thế nào "Các lãnh đạo chính trị có thể giúp thay đổi không khí tâm lý gây ảnh hưởng tới chất lượng mối quan hệ giữa mọi người." Bài phát biểu của ông kết thúc với những đề cập tới tầm quan trọng của tiến trình chính trị trong việc vượt qua những khác biệt: "Sự sợ hãi sinh ra như thế nào? Chúng sinh ra bởi những khác biệt trong truyền thống và lịch sử; chúng sinh ra bởi những khác biệt trong cảm xúc, chính trị và các hoàn cảnh quốc gia. Bởi những khác biệt đó, con người sợ họ sẽ không thể cùng chung sống. Nếu chúng ta muốn vượt qua sự sợ hãi đó, một quá trình chính trị đáng tin cậy và lành mạnh cần phải được phát triển một cách cẩn trọng và đau đớn. Một quá trình chính trị không có mục tiêu thay đổi người khác hay vượt qua những khác biệt, mà cho phép mỗi bên sống một cách hoà bình dù có sự khác biệt của họ."

### Được chỉ định làm Quyền thủ tướng
Olmert được bầu làm một thành viên của Knesset thứ 16 tháng 1 năm 2003. Ông đã là người đứng đầu chiến dịch tranh cử cho Likud trong cuộc bầu cử này, và sau đó là người lãnh đạo cuộc đàm phán cho một thoả thuận liên minh. Sau cuộc bầu cử, ông được chỉ định làm Quyền thủ tướng và Bộ trưởng Lao động, Công nghiệp và Thương mại. Từ năm 2003 đến năm 2004, ông cũng giữ chức vụ Bộ trưởng Viễn thông.
Ngày 7 tháng 8 năm 2005, Olmert được chỉ định làm quyền Bộ trưởng Tài chính, thay thế Benjamin Netanyahu, người đã từ chức để phản đối kế hoạch rút quân của Israel khỏi Dải Gaza.
Olmert, người ban đầu phản đối việc rút quân khỏi những vùng đất đã chiếm được sau cuộc Chiến tranh Sáu Ngày, và từng bỏ phiếu chống lại Hiệp định Hoà bình Trại David năm 1978, là một người ủng hộ nhiệt thành cho kế hoạch rút quân khỏi Gaza. Sau khi được chỉ định, Olmert đã nói:
"Tôi đã bỏ phiếu chống lại Menachem Begin, tôi đã nói với ông ta đó là một sai lầm lịch sử, nó sẽ nguy hiểm thế nào, và như thế như thế. Hiện tại tôi lấy làm tiếc rằng ông ta không còn sống để tôi có thể công khai công nhận sự sáng suốt của ông và sai lầm của tôi. Ông ta đã đúng và tôi thì sai. cảm ơn Chúa chúng ta đã rút quân khỏi Sinai."
Khi Sharon thông báo ông sẽ rời bỏ Likud và thành lập một đảng mới, Kadima, Olmert là một trong những người đầu tiên theo ông.

### Thủ tướng tạm quyền
Ngày 4 tháng 1 năm 2006, với tư cách người được chỉ định làm Quyền thủ tướng, Olmert trở thành Quyền thủ tướng|Thủ tướng tạm quyền sau khi đương kim thủ tướng Ariel Sharon bị một cơn đột quỵ nghiêm trọng. Điều này diễn ra sau những cuộc tham vấn giữa Thư ký Nội các Yisrael Maimon và Tổng Trưởng lý Menachem Mazuz, người tuyên bố Sharon "tạm thời không có khả năng thực hiện các trách nhiệm của mình", và chỉ còn giữ chức vụ trên danh nghĩa. Sau đó, Olmert và nội các đã được tái xác nhận trọng một thông báo rằng cuộc bầu cử ngày 28 tháng 3 sẽ được tổ chức theo đúng dự định.
Trong những ngày sau vụ đột quỵ, Olmert đã gặp gỡ với Shimon Peres và những người ủng hộ Sharon khác để tìm cách thuyết phục họ ở lại với Kadima, chứ không quay trở lại với Likud hay, như trong trường hợp của Peres, quay sang với Công Đảng. Ngày 16 tháng 1 năm 2006 Olmert được bầu làm chủ tịch Kadima, và ứng cử viên của đảng Kadima cho chức Thủ tướng trong cuộc bầu cử sắp tới. Trong bài phát biểu đầu tiên của mình về các chính sách lớn sau khi trở thành Thủ tướng tạm quyền, ngày 24 tháng 1 năm 2006 Olmert nói rằng ông ủng hộ việc thành lập một nhà nước Palestin, và rằng Israel sẽ phải nhượng lại một số phần ở Bờ Tây để duy trì sự đa số Do thái của họ. Cùng lúc ấy, ông nói, "Chúng tôi kiên quyết thi hành quyền lịch sử của nhân dân Israel với toàn bộ Vùng đất của Israel." Trong một số bài phỏng vấn ông cũng đưa ra kế hoạch hội tụ của mình.
Ngày 7 tháng 3 năm 2006, một cuộc điều tra đang được tiến hành từ năm 1999 về ngôi nhà tại Jerusalem được Olmert mua và cho nhà nước thuê lại được tiết lộ, vụ việc được cho là mang lại rất nhiều lợi ích tài chính cho Olmert, trong cái có thể coi là một hành động đóng góp tranh cử bất hợp pháp và/hay hối lộ. Một cuộc điều tra tội phạm về vấn đề đã được chính thức đưa ra ngày 24 tháng 9 năm 2007.
Trong cuộc bầu cử, đảng Kadima giành được 29 ghế, trở thành đảng lớn nhất trong nghị viện. Ngày 6 tháng 4 Olmert chính thức được Tổng thống Moshe Katsav yêu cầu thành lập chính phủ. Olmert có giai đoạn đầu tiên 28 ngày để thành lập một liên minh cầm quyền, với một khả năng kéo dài thêm hai tuần nữa. Ngày 11 tháng 4 Nội các Israel cho rằng Sharon đã không còn khả năng thực thi nhiệm vụ. Thời hạn cuối cùng 100 ngày để thay thế đã được kéo dài vì vướng Lễ quá hải của người Do thái, và một khả năng được dự trù rằng, nếu điều kiện sức khoẻ của Sharon cải thiện trong giai đoạn từ ngày 11 tháng 4 đền ngày 14 tháng 4, việc tuyên bố sẽ không diễn ra. Vì thế, tuyên bố chính thức có hiệu lực ngày 14 tháng 4, chính thức chấm dứt nhiệm kỳ Thủ tướng của Sharon và đưa Olmert trở thành Thủ tướng tạm quyền mới (ông sẽ không thể trở thành thủ tướng chính thức trừ khi thành lập được một chính phủ).

### Thủ tướng

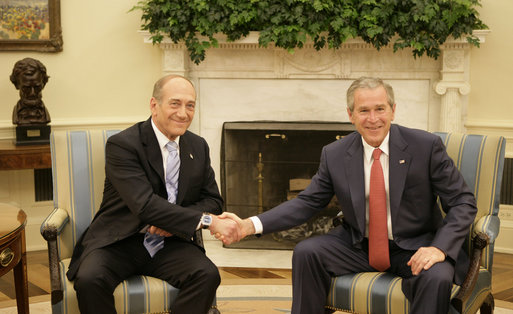
Ehud Olmert và George W. Bush

Ngày 4 tháng 5 năm 2006 Olmert giới thiệu chính phủ mới của mình trước Knesset. Olmert trở thành Thủ tướng và Bộ trưởng An sinh. Quyền kiểm soát Bộ An sinh đã được dự định trao cho United Torah Judaism nếu họ gia nhập chính phủ. Chức vụ này sau đó được trao cho Isaac Herzog, thành viên Công Đảng.
Ngày 24 tháng 5 năm 2006 Olmert được mời tới phát biểu tại một cuộc họp chung của Nghị viện Mỹ. Ông nói rằng chính phủ của mình sẽ tiếp tục với kế hoạch rút quân nếu họ không thể đạt tới một thoả thuận với người Palestine. Olmert là Thủ tướng thứ ba của Israel được mời tới phát biểu trước một kỳ họp chung của Nghị viện Mỹ.
Sau cuộc Chiến tranh Liban năm 2006, tỷ lệ ủng hộ dành cho Olmert sụt giảm, và vào ngày 15 tháng 9 năm 2006, cựu tham mưu trưởng Moshe Ya'alon công khai nói rằng Olmert phải từ chức. Tháng 5 năm 2007, tỷ lệ ủng hộ Olmert giảm xuống chỉ còn 3%, và ông trở thành chủ đề của một Google Bomb cho Hebrew cho "miserable failure".

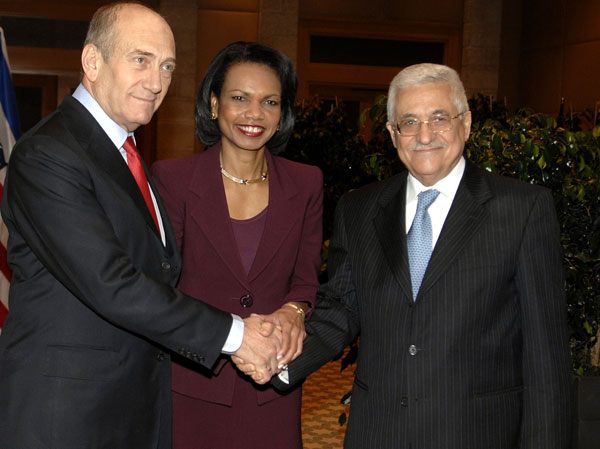
Ehud Olmert gặp gỡ Condoleezza Rice và Mahmoud Abbas

Ngày 9 tháng 12 năm 2006 Olmert nói rằng ông không thể loại bỏ khả năng một cuộc tấn công quân sự chống lại Iran, và kêu gọi cộng đồng quốc tế tăng cường hành động chống lại nước này. Ông gọi những lời đe doạ liên tục của Tổng thống Iran Mahmoud Ahmadinejad về việc tiêu diệt Israel là "hoàn toàn tội phạm", và nói rằng mình mong đợi "những hành động mạnh hơn sẽ được thực hiện."
Trong một cuộc phỏng với mạng lưới TV Đức Sat.1 ngày 11 tháng 12 năm 2006, ông có vẻ coi Israel nằm trong danh sách các cường quốc hạt nhân, một tuyên bố mà văn phòng của ông đã coi là một sai lầm vô ý trong phiên dịch.

## Những cáo buộc tham nhũng
Ngày 16 tháng 1 năm 2007, một cuộc điều tra tội phạm chống lại Olmert được đưa ra. Cuộc điều tra nhắm vào các nghi ngờ rằng trong thời gian làm Bộ trưởng Tài chính, Olmert đã tìm cách thao túng việc bán Ngân hàng Leumi để mang lại lợi nhuận cho ông trùm bất động sản người Australia sinh ra tại Slovakia Frank Lowy, một người thân cận với ông. Cảnh sát Israel điều tra vụ việc này cuối cùng kết luận rằng bằng chứng đã được thu thập không đủ để lên cáo trạng và không đưa ra một đề xuất trách nhiệm nào.
Tháng 4 năm 2007 có thêm cáo buộc rằng, trong thời kỳ làm Bộ trưởng Lao động, Công nghiệp, Thương mại, Olmert có thể đã có hành động tội phạm khi tham gia tích cực vào một trung tâm đầu tư. Trong một cuộc điều tra của nghị viện tháng 7 năm 2007, Olmert dứt khoát phủ nhận các cáo buộc này.
Tháng 5 năm 2008, mọi việc trở nên công khai rằng Olmert đang là chủ thể của một cuộc điều tra khác của cảnh sát. Các cuộc điều tra liên quan tới những cáo buộc hối lộ. Olmert nói rằng ông đã nhận các khoản hỗ trợ tranh cử từ thương nhân người Mỹ-Do thái Morris Talansky khi đang chạy đua vào ghế Thị trưởng Jerusalem, lãnh đạo của Likud và ứng cử viên trong danh sách của Likud vào Knesset, nhưng bác bỏ những lời kêu gọi từ chức, và nói rằng: "Tôi không bao giờ nhận hối lộ, tôi không bao giờ lấy một xu cho mình. Tôi được các bạn bầu ra, các công dân của Israel, để trở thành Thủ tướng và tôi không có ý định lùi bước trước trách nhiệm này. Nếu Tổng chưởng lý Meni Mazuz, quyết định đưa ra một cáo trạng, tôi sẽ từ chức, thậm chí khi luật pháp không buộc tôi phải làm như vậy." Ngày 23 tháng 5 Đội điều tra Giả mạo Quốc gia đã lần thứ hai thẩm vấn Olmert trong vòng một giờ tại căn hộ của ông ở Jerusalem về những cáo buộc tham nhũng. Ngày 27 tháng 5 Morris Talansky đã ra làm chứng trước toà án rằng trong vòng 15 năm qua ông đã trao cho Olmert hơn $150,000 bằng tiền mặt. Ngày 6 tháng 9 năm 2008 cảnh sát Israel đề xuất rằng có thể đưa ra các cáo buộc tội phạm chống lại Olmert.
Ngày 26 tháng 11 năm 2008, Tổng chưởng lý Meni Mazuz, đã thông báo với Olmert rằng ông quyết định đưa ra một cáo trạng chống lại ông trong cái đã được gọi là vụ "Rishontours", treo một phiên nghe xử trước tổng trưởng lý. Olmert sẽ nói chuyện ở nước ngoài thay mặt cho các nhóm như Yad Vashem Holocaust memorial, một nhóm ủng hộ cho IDF hay một tổ chức từ thiện cho những trẻ em Israel bị tàn tật trí não, Rishon Tours sau đó làm hoá đơn mỗi nhóm cho cùng chuyến đi như nếu họ chi trả riêng và đặt tiền trong tài khoản ngân hàng đặc biệt được cho là để cho Olmert sử dụng cá nhân. Tuy nhiên, theo pháp lý, ông vẫn được cho là vô tội cho tới khi có phán quyết cuối cùng của toà án, và vì thế có thể tiếp tục thực hiện trách nhiệm Thủ tướng cho tới khi một Thủ tướng mới tuyên thệ.
Ngày 1 tháng 3 năm 2009, Tổng chưởng lý Meni Mazuz, đã thông báo với các đại diện pháp lý của Olmert rằng ông đã quyết định đưa ra một cáo trạng chống lại Olmert trong cái đã được gọi là vụ việc "cash envelopes", treo một cuộc nghe xét xử trước tổng trưởng lý 
Mặc dù thường là một mục tiêu của những cáo buộc tham nhũng, Olmert chưa bao giờ bị kết án về một tội phạm.
Ngày 30 tháng 8 năm 2009 một cáo trạng chống lại cựu thủ tướng Ehud Olmert đã được đưa ra tại Toà án Quận Jerusalem. Bản cáo trạng gồm những khoản sau: obtaining by fraud under aggravating circumstances, fraud, breach of trust, falsifying corporate documents and tax evasion. The indictment refers to three out of the four corruption-related cases standing against him: 'Rishontours', 'Talansky' (Also known as 'Money envelopes' affair) and the 'Investment Center' . Đây là cáo trạng đầu tiên với một người từng giữ chức vụ Thủ tướng Israel.

## Đời sống cá nhân
Vợ của Olmert, Aliza, là một người viết tiểu thuyết và kịch sân khấu và còn là một nghệ sĩ. Một số người tin rằng Aliza có tư tưởng thiên tả hơn chồng. Bà tuyên bố đã bỏ phiếu cho ông lần đầu năm 2006.
Hai người có bốn con chung và một con gái nuôi. Con gái lớn nhất, Michal, có một bằng Masters về tâm lý và lãnh đạo các hội thảo về creative thinking. Con gái khác Dana là một giảng viên văn học tại Đại học Tel Aviv, và biên tập viên văn học báo chí. Bà là người đồng tính nữ, và sống với một đối tác tại Tel Aviv. Cha mẹ bà chấp nhận khuynh hướng giới tính của con và đối tác. Dana hoạt động tích cực trong chi nhánh tại Jerusalem của tổ chức nhân quyền Israel Machsom Watch. Tháng 6 năm 2006 và đã tham gia một cuộc tuần hành tại Tel Aviv phản đối cái gọi là sự đồng loã của Israel trong vụ đánh bom bãi biển Gaza, khiến bà trở thành chủ đề của một sự chỉ trích nhỏ từ những người cánh hữu.
Con trai họ Shaul Olmert lấy một nghệ sĩ Israel, và sống tại New York. Ông hiện là Phó chủ tịch tại Nickelodeon. After Shaul đã hoàn thành nghĩa vụ quân sự, ông đã ký vào một đơn thỉnh nguyện của tổ chức cánh tả Yesh Gvul Israel. Sau này ông trở thành người phát ngôn của Beitar Jerusalem, đội bóng đá ưa thích của cha mình. Đội này thường được gắn với phe cánh hữu Israel. Con trai út của Olmert, Ariel, người không phục vụ trong IDF, học văn học Pháp tại Sorbonne ở Paris. Shuli là con gái nuôi; bà là trẻ mồ côi từ sơ sinh.
Cha của Olmert là Mordechai, một người tiên phong trong việc định cư đất đai của Israel và cựu thành viên của Knesset thứ 2 và thứ 3, lớn lên tại thành phố Harbin Trung Quốc, nơi ông lãnh đạo một phong trào thanh niên Betar địa phương. Ông nội của Olmert, J.J. Olmert định cư tại Harbin sau khi bỏ chạy khỏi nước Nga thời hậu Thế chiến I. Năm 2004, Olmert đã tới thăm Trung Quốc và cả mộ của ông nội ở Harbin. Olmert nói rằng cha mình không bao giờ quên quê hương ở Trung Quốc sau khi chuyển tới Palestine uỷ trị Anh, năm 1933 ở tuổi 22. "Khi ông mất năm 88 tuổi, ông đã thốt ra những lời cuối cùng bằng tiếng quan thoại", ông nhớ lại.
Tháng 10 năm 2007, Olmert thông báo rằng ông mắc ung thư tuyến tiền liệt. Các bác sĩ của ông tuyên bố rằng nó không quá nguy hiểm. Tháng 4 năm 2009, người phát ngôn của Olmert đã ra một thông báo nói rằng bệnh ung thư của Olmert đã giảm bớt. Lưu trữ ngày 19 tháng 9 năm 2010 tại Wayback Machine